# AnNa R.
Pour les articles homonymes, voir Rosenbaum.
Andrea Neuenhofen, née Andrea Rosenbaum le 25 décembre 1969 à Berlin-Est et morte environ le 16 mars 2025 à Berlin, est une chanteuse allemande connue sous le nom AnNa R.. 
Chanteuse du groupe Gleis 8, elle est auparavant la chanteuse principale du duo pop Rosenstolz, de 1991 à 2012. En 2019, elle intègre le groupe Silly.

## Biographie
AnNa R. naît Andrea Rosenbaum le 25 décembre 1969, dans le quartier berlinois de Friedrichshain, et grandit en Allemagne de l'Est. Durant sa jeunesse, elle chante dans une chorale. Après avoir fini ses études secondaires, elle auditionne pour une place à la Musikschule Friedrichshain (école de musique Friedrichshain) mais n'est pas acceptée. C'est pourquoi elle prend des leçons de chant privées. À la fin de ses études, elle réalise également un stage en tant qu'assistante de laboratoire mais change rapidement de carrière pour devenir vendeuse dans un magasin de musique.

### Carrière

#### Rosenstolz (1991-2012)

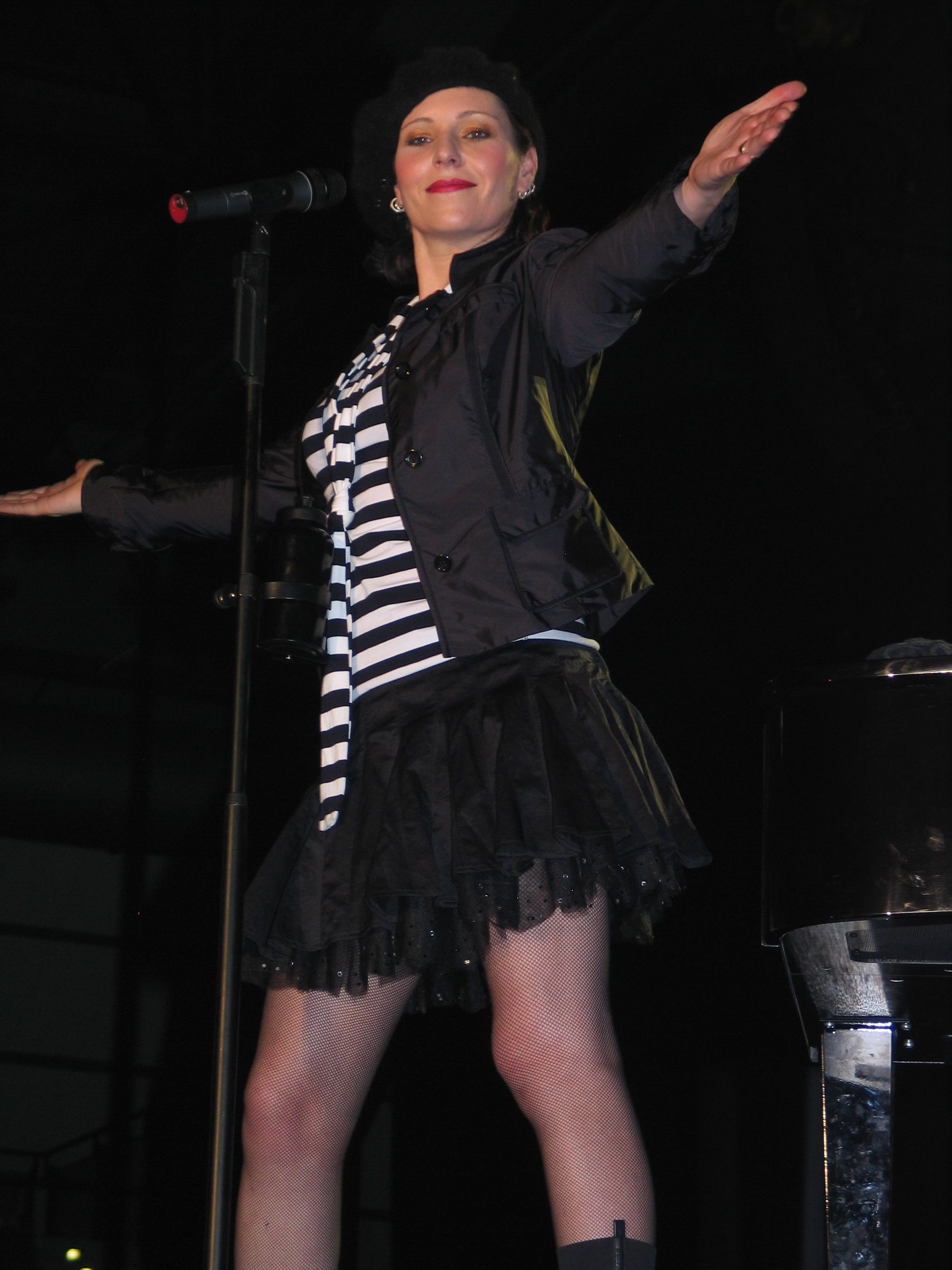
AnNa R. en 2006.

Avant la formation de Rosenstolz, AnNa R. souhaitait devenir chanteuse de bar et recherchait un pianiste pour l'aider à réaliser ce rêve. Un jour, un de ses amis lui donne les coordonnées de Peter Plate, un claviériste ayant récemment déménagé à Berlin et recherchant une chanteuse. Bien qu'AnNa et Peter aient des aspirations différentes, la première préférant la chanson française et le second souhaitant faire de la pop en anglais, ils décident de travailler ensemble et forment Rosenstolz avec lequel ils écrivent des chansons qu'ils présentent tout d'abord dans des clubs locaux.
Durant sa carrière d'une durée de vingt ans, Rosenstolz sort 12 albums studios, 4 albums live, et plus de 40 singles dont plusieurs sont classés dans les classements musicaux allemands, autrichiens et suisses. Six de leurs albums atteignent la première place des classements allemands. Peter Plate et AnNa R. ont créé plusieurs animations dans le but de récolter des fonds pour des associations en lutte contre le SIDA. Ils en seront récompensés par le Bundesverdienstkreuz (Ordre du Mérite) en 2011. Rosenstolz se sépare fin 2012, Peter Plate, comme AnNa R., voulant faire une pause et essayer d'autres choses, mais a laissé entendre la possibilité d'une future reconstitution.
AnNa R. est la chanteuse principale de Rosenstolz et contribue à l'écriture des paroles en collaboration avec Plate et Ulf Leo Sommer, le compagnon de ce dernier. AnNa R. explique que la fin de Rosenstolz est également due à son sentiment de ne plus participer à l'écriture sur les albums plus récents autant que sur les précédents,.

### Mort
Son décès à l’âge de 55 ans est annoncé le 17 mars 2025 et confirmé par sa maison de disque.

## Discographie
- Soubrette werd' ich nie (1992)
- Nur einmal noch (1994)
- Mittwoch is' er fällig (1995)
- Objekt der Begierde (1996)
- Die Schlampen sind müde (1997)
- Zucker (1999)
- Kassengift (2000)
- Macht Liebe (2002)
- Herz (2004)
- Das große Leben (2006)
- Die Suche geht weiter (2008)
- Wir sind am Leben (2011)
- Bleibt das immer so (avec Gleis 8 ; 2013)